# Sestiere (Rapallo)
Pour les articles homonymes, voir Sestiere.
Les sestieres de Rapallo sont les quartiers du centre historique de cette ville de la province de Gênes :
- Pescino (zone sud-ouest qui comprend l'actuelle Santa Margherita Ligure et les frazioni de  Portofino)
- Olivastro (zone nord, toute la localité rapallese)
- Borzoli (zone sud-est avec le borgo de Zoagli)
- Oltremonte (zone est du val Fontanabuona)
- Borgo (le centre historique intra-muros des fortifications)
- Cappelletta
- Cerisola
- Costaguta
- Seglio
- San Michele